# ArcView 3.x
ArcView 3.x là phần mềm về hệ thống thông tin địa lý của ESRI

## Ưu điểm
- Đơn giản, nhỏ gọn, dễ cài đặt. ArcView GIS 3.x là một phần mềm dùng cho máy tính để bàn, desktop. Do đó, có thể cài đặt để thực hiện những dự án GIS nhỏ hoặc làm những bài thí nghiệm GIS.
- Dễ sử dụng do ArcView 3.x chạy trên nền Windows khác với phần mềm PC ArcInfo chạy trên nền DOS. Người dùng có thể thực hiện yêu cầu của mình bằng chuột, các menu và nút lệnh. Kết quả của những lần click chuột được thể hiện ngay trên màn hình mà không cần phải thực hiện các dòng lệnh truy vấn lại.
- ArcView GIS hỗ trợ gần như đầy đủ các chức năng phân tích cơ bản của GIS như: thu thập dữ liệu, lưu trữ dữ liệu, phân tích dữ liệu, và hiển thị/kết xuất dữ liệu, thông qua hệ thống Menu, Buttons (nút lệnh), và Tools (nút công cụ). Ngoài ra, ArcView GIS là có khả năng mở rộng chức năng thông qua các Extensions, giống như các Add-ons vậy.
- Hỗ trợ môi trường lập trình khá tốt. ArcView GIS cho phép lập trình dạng Script thông qua ngôn ngữ chuyên dụng Avenue. Avenue là dạng ngôn ngữ lập trình hướng đối tượng, thuận lợi cho những ai am hiểu về Java hoặc VB. Người dùng có thể tương tác với ArcView bằng các thư viện động (*.dll). Với Avenue, người dùng có thể thực hiện những dự án GIS vừa và nhỏ.
- Đối tượng sử dụng phong phú. ArcView được thiết kế cho mọi người sử dụng trong nhiều lĩnh vực khác nhau như: tài chính, quy hoạch đô thị, quản lý môi trường, bản đồ, kiến trúc, quản lý giao thông, quản lý cơ sở hạ tầng,...[1]

## Nhược điểm
- Không phù hợp cho các hệ thống quy mô lớn. ArcView 3.x là phần mềm desktop nên khả năng phát triển các ứng dụng mạng không mạnh. Đặc biệt là khả năng quản lý và chia sẻ dữ liệu.
- Thiếu khả năng phân tích GIS nâng cao so với ArcGIS, do đó, không phù hợp với những ứng dụng cần nhiều phân tích không gian phức tạp.
- Lập trình có hạn chế. Mặc dù Avenue cho phép người dùng tương tác với ArcView khá tốt, môi trường lập trình chưa hỗ trợ nhiều tiện ích cho người lập trình.[1]